# Grupo Pala
El Grupo Pala (en italiano, Pale di San Martino, Dolomiti delle Pale o Gruppo delle Pale) es una sierra en los Dolomitas, en el Trentino oriental y parte de la provincia de Belluno, Italia septentrional. Se extiende por una superficie de alrededor de 240 km² entre el Primiero, Valle del Biois y Agordino.
Incluyen una amplia meseta (altopiano delle Pale), que se extiende por alrededor de 50 km² entre 2.500 y 2.800 m, una vacía extensión de roca.
Geológicamente, está compuesta de dolomía.

## Principales picos
- Vezzana, 3.192 m
- Cimon della Pala, 3.184 m
- Cima dei Bureloni, 3.130 m
- Cima di Focobon, 3.054 m
- Pala di San Martino, 2.982 m
- Fradusta, 2.939 m
- Mulaz, 2.906 m
- Sass Màor, 2.812 m.
- Cima Madonna, 2.752 m
- Rosetta, 2.743 m